# Montagnaea atriplicifolia
Montagnaea atriplicifolia là một loài thực vật có hoa trong họ Cúc. Loài này được (Pers.) Sch. Bip. mô tả khoa học đầu tiên năm 1856.